# كابروني كا.124
كابروني كا.124 (بالإنجليزية: Caproni Ca.124)‏ هي طائرةٌ إيطاليَّة، صنعتها شركة كابروني للطائرات، وكان أول تحليقٍ لها في 1937.